# Astrapia
Astrapia – rodzaj ptaków z rodziny cudowronek (Paradisaeidae).

## Rozmieszczenie geograficzne
Rodzaj obejmuje gatunki występujące na Nowej Gwinei.

## Morfologia
Długość ciała samic 35–50 cm (bez centralnych sterówek o długości 53 cm), samców 32–69 cm (bez centralnych sterówek o długości 76–125 cm), masa ciała samic 108–200 g, samców 102–205 g.

## Systematyka
Rodzaj zdefiniował w 1816 roku francuski ornitolog Louis Pierre Vieillot w publikacji własnego autorstwa poświęconej ornitologii. Gatunkiem typowym jest (oznaczenie monotypowe) astrapia czarna (A. nigra).

### Etymologia
- Astrapia: gr. αστραπιος astrapios lub αστραπαιος astrapaios ‘błyszczeć’, od αστραπη astrapē ‘błysk błyskawicy’, od στεροπη steropē ‘błyskawica, blask’[8].
- Lamprotornis: gr. λαμπροτης lamprotēs ‘splendor’, od λαμπρος lampros ‘promienny, znakomity’; ορνις ornis, ορνιθος ornithos ‘ptak’[9]. Typ nomenklatoryczny: Paradisea nigra J.F. Gmelin, 1788.
- Astrarchia: gr. αστραρη astrarkhē ‘królowa gwiazd (o księżycu)’, od αστρον astron ‘gwiazda’; αρχων arkhōn, αρχοντος arkhontos ‘władca, pan’, od αρχω arkhō ‘rządzić’[10]. Typ nomenklatoryczny (oznaczenie monotypowe): Astrarchia stephaniae Finsch & A.B. Meyer, 1885.
- Calastrapia: gr. καλος kalos ‘piękny’; rodzaj Astrapia Vieillot, 1816[11]. Typ nomenklatoryczny (oryginalne oznaczenie (również monotypowe)): Astrapia splendidissima Rothschild, 1895.
- Taeniaparadisea: gr. ταινια tainia ‘proporzec, taśma’; rodzaj Paradisaea Linnaeus, 1758 (cudowronka)[12]. Typ nomenklatoryczny (oznaczenie monotypowe): Taeniaparadisea macnicolli Kinghorn, 1939 (= Astrapia mayeri Stonor, 1939).

### Podział systematyczny
Do rodzaju należą następujące gatunki:
- Astrapia nigra (J.F. Gmelin, 1788) – astrapia czarna
- Astrapia splendidissima Rothschild, 1895 – astrapia słoneczna
- Astrapia rothschildi Förster, 1906 – astrapia żabotowa
- Astrapia stephaniae (Finsch & A.B. Meyer, 1885) – astrapia lśniąca
- Astrapia mayeri Stonor, 1939 – astrapia białosterna